# ماریا خوزه روخاس
ماریا خوزه روخاس (انگلیسی: María José Rojas؛ زادهٔ ۱۷ دسامبر ۱۹۸۷) بازیکن فوتبال اهل شیلی است.

وی همچنین در تیم‌های ملی فوتبال زنان شیلی بازی کرده‌است.